# كاساندرا تيت
كاساندرا تيت (بالإنجليزية: Cassandra Tate)‏ هي منافسة ألعاب القوى أمريكية، ولدت في 11 سبتمبر 1990 في هاموند في الولايات المتحدة.

## وصلات خارجية
- كاساندرا تيت على موقع الاتحاد الدولي لألعاب القوى (الإنجليزية)
- كاساندرا تيت على موقع الاتحاد الأمريكي لسباقات المضمار والميدان (الإنجليزية)
- كاساندرا تيت على موقع الاتحاد الأمريكي لسباقات المضمار والميدان (الإنجليزية)
- كاساندرا تيت على موقع الدوري الماسي (الإنجليزية)
- كاساندرا تيت على موقع TFRRS.org (الإنجليزية)